# Bernat Desclot

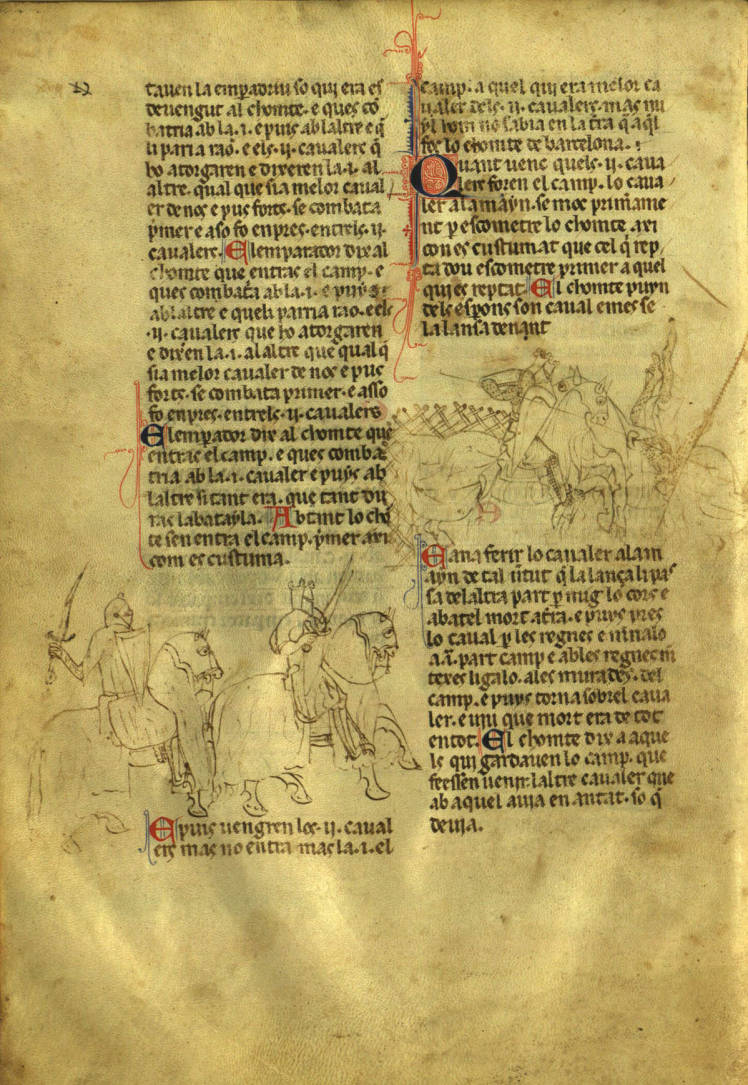
Manoscritto 486 BC della Crònica di Bernat Desclot. Biblioteca de Catalunya, Barcellona

Bernat Desclot (o d'Esclot, italianizzato in Bernardo; fl. XIII secolo) è stato un cronista catalano del XIII secolo.

## Crònica de Bernat Desclot
Fu autore dell'importante opera Llibre del rei en Pere e dels seus antecessors passats, in lingua catalana, meglio conosciuta come Crònica de Bernat Desclot, stampata per la prima volta nel 1616 e facente parte del corpus delle quattro Grandi cronache catalane.
La sua cronaca incomincia nel 1207 e termina nel 1285, trattenendosi più diffusamente sull'epoca al di Pietro III d'Aragona (1276-1285): discorre, in particolare, sul vespro siciliano (come la cronaca di Ramon Muntaner), delle gloriose imprese dell'ammiraglio Ruggero di Lauria, della prigionia del principe di Salerno Carlo lo Zoppo, figlio di Carlo d'Angiò.